# Manifest 93
Manifest 93 (nebo Manifest devadesáti tří) je německý propagandistický dokument, podepsaný na počátku první světové války právě tímto počtem významných osobností (zejména vědců a umělců). Dne 4. října 1914 tito němečtí zástupci kulturního a vědeckého života deklarovali naprostou podporu německému válečnému úsilí na západní frontě a odmítali oprávněná tvrzení zahraničních pozorovatelů o válečných zločinech, kterých se německá vojska dopouštěla například v Belgii. Vědci z „nepřátelských“ zemí byli tímto krokem znechuceni a například ve Francii vzniklo jako odpověď na tento manifest kompendium Les Allemands et la Science, kde osobnosti z různých vědních oborů naopak snižovaly význam a přínos německé vědy a v různé míře polemizovaly s německým manifestem (např. paleontolog Marcellin Boule). Poválečná zpráva z roku 1921, otištěná v The New York Times ukázala, že ze 76 v té době žijících signatářů manifestu jich rovných 60 vyjádřilo nějaký stupeň lítosti. Někteří signatáři dokonce tvrdili, že vůbec nevěděli, co tehdy vlastně podepisovali. Mezi nimi byli nicméně také nositelé Nobelovy ceny a mnoho velmi významných vědců (například zakladatel experimentální psychologie Wilhelm Wundt, fyzikové Wilhelm Röntgen a Max Planck, matematik Felix Klein a mnozí další).

## Znění
Kulturnímu světu! Výzva!
My jako zástupci německé vědy a kultury vznášíme před celým kulturním světem protest proti lžím a pomluvám, kterými naši nepřátelé dychtí pošpinit Německo v jeho čisté záležitosti vnuceného, těžkého boje o bytí. Neúprosná ústa událostí vyvrátila rozsetí smyšlených německých porážek. O to horlivěji se teď pracuje s překrucováními a podezřeními. Proti nim pozvedáme hlasitě svůj hlas. Ten budiž ohlašovatelem pravdy.
Není pravda, že Německo zavinilo tuto válku. Ani lid ji nechtěl, ani vláda, ani císař. Z německé strany se stalo nejzazší, aby se odvrátila. Toho jsou světu k dispozici podložené důkazy. Dost často se Wilhelm II. prokázal za 26 let své vlády jako ochránce světového míru; dost často toto uznali sami naši protivníci. Ano, tento jmenovitý císař, kterého se teď opovažují zvát Attilou, byl od nich po desetiletí kvůli své neotřesitelné lásce k míru cílem posměchu. Až když dlouho na hranicích číhající přesila ze tří stran vpadla na náš lid, se pozvedl jako muž.
Není pravda, že jsme hanebně narušili neutralitu Belgie. Prokazatelně byly k jejímu narušení rozhodnuty Francie a Anglie. Prokazatelně s tím byla Belgie srozuměna. Bylo by sebezničení tomu nepředejít.
Není pravda, že bylo od našich vojáků jedinému belgickému občanu sáhnuto na život nebo majetek, aniž to vynutila nejhořčejší nutnost obrany. Pak zas a znova navzdory všem napomenutím obyvatelstvo střílelo ze zálohy, mrzačilo raněné, vraždilo lékaře při konání svého samaritánského díla. Nelze ničemněji klamat, než když se zamlčují zločiny těchto úkladných vrahů, aby se ze spravedlivého trestu, který utrpěli, udělal zločin Němců.
Není pravda, že naše oddíly brutáně běsnili proti Lovani. Jedné šílené obci, která je ve své čtvrti zákeřně přepadla, se museli s těžkým srdcem odplatit ostřelováním jedné části města. Převážná část Lovaně zůstala zachována. Proslulá radnice zůstala zcela nepoškozená. Se sebeobětováním ji naši vojáci ubránili před Vlámy. -- Jestli v této hrůzné válce byla nebo ještě budou zničena umělecká díla, každý Němec to oplaká. Ale jak málo se od někoho necháme předčit v lásce k umění, tak rozhodně odmítáme vykoupit zachování nějakého uměleckého díla porážkou Německa.
Není pravda, že naše vedení války nedbá na zákony lidských práv. Nezná žádnou bezuzdnou krutost. Na Východě se ale krev ruskými hordami pobitých žen a dětí vsakuje do země a na Západě trhají střely dum dum prsa našich válečníků. Tvářit se jako obránci civilizace mají nejmenší právo ti, kteří se spolčují s Rusy a Srby a světu nabízejí potupné divadlo štvaní Mongolů a negrů na bílou rasu.
Není pravda, že boj proti našemu takzvanému militarismu není bojem proti naší kultuře, jak pokrytecky předkládají naši nepřátelé. Bez německého militarismu by už dávno německá kultura byla smetena z povrchu zemského. K ochraně jí samé z ní vyšel v zemi, která byla po staletí postihována loupeživými nájezdy jako žádná jiná. Německé vojsko a německý lid jsou jedno. Toto vědomí sbratřuje dnes 70 milionů Němců bez rozdílu vzdělání, postavení a strany.
Nemůžeme našim nepřátelům vykroutit otrávené zbraně lži. Můžeme jen provolat do celého světa, že proti nám vydávají falešné svědectví. K vám, kteří nás znáte, kteří jste s námi doposud střežili nejvyšší majetek lidstva, k vám voláme:
Věřte nám! Věřte, že tento boj dobojujeme do konce jako kulturní národ, kterému je odkaz Goethův, Beethovenův a Kantův právě tak svatý, jako jeho krb a hrouda.
Za tím stojíme svým jménem a svojí ctí!

## Seznam signatářů
| 01. Adolf von Baeyer 02. Peter Behrens 03. Emil Adolf von Behring 04. Wilhelm von Bode 05. Alois Brandl 06. Lujo Brentano 07. Justus Brinckmann 08. Johannes-Ernst Conrad 09. Franz Defregger 10. Richard Dehmel 11. Adolf Deißmann 12. Friedrich-Wilhelm Dörpfeld 13. Friedrich von Duhn 14. Paul Ehrlich 15. Albert Ehrhard 16. Carl Engler 17. Gerhart Esser 18. Rudolf Christoph Eucken 19. Herbert Eulenberg 20. Heinrich Finke 21. Emil Fischer 22. Wilhelm Foerster 23. Ludwig Fulda 24. Eduard Gebhardt 25. Johann Jacobus Maria de Groot 26. Fritz Haber 27. Ernst Haeckel 28. Max Halbe 29. Adolf von Harnack 30. Carl Hauptmann 31. Gerhart Hauptmann | 32. Gustav Hellmann 33. Wilhelm Herrmann 34. Andreas Heusler 35. Adolf von Hildebrand 36. Ludwig Hoffmann 37. Engelbert Humperdinck 38. Leopold Graf von Kalckreuth 39. Arthur Kampf 40. Friedrich August von Kaulbach 41. Theodor Kipp 42. Felix Klein 43. Max Klinger 44. Alois Knoepfler 45. Anton Koch 46. Paul Laband 47. Karl Lamprecht 48. Philipp Lenard 49. Maximilian Lenz 50. Max Liebermann 51. Franz von Liszt 52. Karl Ludwig Manzel 53. Joseph Mausbach 54. Georg von Mayr 55. Sebastian Merkle 56. Eduard Meyer 57. Heinrich Morf 58. Friedrich Naumann 59. Albert Neisser 60. Walther Hermann Nernst 61. Wilhelm Ostwald 62. Bruno Paul | 63. Max Planck 64. Albert Plehn 65. Georg Reicke 66. Max Reinhardt 67. Alois Riehl 68. Carl Robert 69. Wilhelm Röntgen 70. Max Rubner 71. Fritz Schaper 72. Adolf Schlatter 73. August Schmidlin 74. Gustav von Schmoller 75. Reinhold Seeberg 76. Martin Spahn 77. Franz von Stuck 78. Hermann Sudermann 79. Hans Thoma 80. Wilhelm Trübner 81. Karl Gustav Vollmoeller 82. Richard Voß 83. Karl Vossler 84. Siegfried Wagner 85. Heinrich Wilhelm Waldeyer 86. August von Wassermann 87. Felix von Weingartner 88. Theodor Wiegand 89. Wilhelm Wien 90. Ulrich von Wilamowitz-Moellendorff 91. Richard Willstätter 92. Wilhelm Windelband 93. Wilhelm Wundt |